# Tan Tiancheng
Tan Tiancheng (Taiyuan, Shanxi, China; 15 de mayo de 1991) es un futbolista chino nacido en China, juega como delantero y su equipo actual es el Changchun Yatai de la Primera Liga China.

## Clubes
| Club                      | País  | Año               | Partidos | Anotado |
| ------------------------- | ----- | ----------------- | -------- | ------- |
| Beijing Sinobo Guoan      | China | 2009 - 2013       | 26       | 6       |
| Lijiang Jiayunhao(cedido) | China | 2013 - 2014       | 8        | 3       |
| Beijing Sinobo Guoan      | China | 2014 - 2015       | 2        | 0       |
| Yinchuan Helanshan        | China | 2015 - 2017       | 49       | 22      |
| Changchun Yatai           | China | 2018 - Actualidad | 11       | 0       |